# 纳维廖河畔罗贝科
纳维廖河畔罗贝科（義大利語：Robecco sul Naviglio）是意大利米兰广域市的一个市镇。总面积20平方公里，人口6811人，人口密度340.6人/平方公里（2009年）。国家统计（ISTAT）代码为015184。

## 友好城市
- 比利时福斯城